# Club Alpino San Marino
Der Club Alpino San Marino (CASM) (deutsch San Marino Alpine Club) ist die einzige Vereinigung von Bergsteigern und Bergbegeisterten in San Marino.

## Geschichte
1993 gründeten einige Höhlenforscher die Gruppo Speleologico Sammarinese (GSS). Ziel war offiziell nur die Erforschung und Begehung von Höhlen. Schon bald wurden auch andere Aktivitäten wie Trekking, Bergsteigen, Skitouren und Klettern von der GSS durchgeführt. Daher wurde 2004 der Name von GSS in den heutigen Namen Club Alpino San Marino geändert. Der CASM veranstaltet Klettertouren und Expeditionen. Im Jahr 2009 war der Mount Everest Ziel einer solchen Expedition.
Eine Begegnung mit dem Bergführer Paolo Caruso führte 2008 zur Gründung der Accademia Internazionale Montagna e Arrampicata (IAMA), einer Kletter- und Bergsteigerschule. Gemäß Statut des CASM werden alle Kurse in dieser Bergsteigerschule nach den Grundsätzen der Methode Caruso durchgeführt.
Die Dauer des Bestehens des Vereins wurde in der Satzung zum 31. Dezember 2050 festgelegt, beinhaltet aber die Möglichkeit einer Verlängerung oder auch einer vorzeitigen Auflösung.